# Putlitz
Putlitz är en småstad i Tyskland, belägen i Landkreis Prignitz i nordvästra delen av förbundslandet Brandenburg, ungefär halvvägs mellan Berlin och Hamburg. Stadskommunen  förvaltningssäte för kommunalförbundet Amt Putlitz-Berge, där även grannkommunerna Berge, Gülitz-Reetz, Pirow och Triglitz ingår.

## Geografi
Putlitz ligger i det historiska landskapet Prignitz vid floden Stepenitz, en biflod till Elbe. Den historiska stadskärnan och huvuddelen av tätortsbebyggelsen ligger på den östra sidan av Stepenitz. Till kommunen hör helt naturskyddsområdet Putlitzer Hainholz samt delar av naturskyddsområdena Stepenitz, Marienfliess och Mathildenhofer See.

## Befolkning
| 1875 | 4 628 |
| 1890 | 4 291 |
| 1910 | 4 292 |
| 1925 | 4 493 |
| 1933 | 4 611 |
| 1939 | 4 308 |
| 1946 | 6 520 |
| 1950 | 6 391 |
| 1964 | 4 832 |
| 1971 | 4 760 |

| 1981 | 3 929 |
| 1985 | 3 753 |
| 1989 | 3 733 |
| 1990 | 3 694 |
| 1991 | 3 599 |
| 1992 | 3 532 |
| 1993 | 3 481 |
| 1994 | 3 470 |
| 1995 | 3 422 |
| 1996 | 3 405 |

| 1997 | 3 332 |
| 1998 | 3 329 |
| 1999 | 3 329 |
| 2000 | 3 244 |
| 2001 | 3 209 |
| 2002 | 3 193 |
| 2003 | 3 147 |
| 2004 | 3 098 |
| 2005 | 3 068 |
| 2006 | 3 009 |

| 2007 | 2 973 |
| 2008 | 2 921 |
| 2009 | 2 850 |
| 2010 | 2 780 |
| 2011 | 2 761 |
| 2012 | 2 758 |
| 2013 | 2 730 |

## Kommunikationer

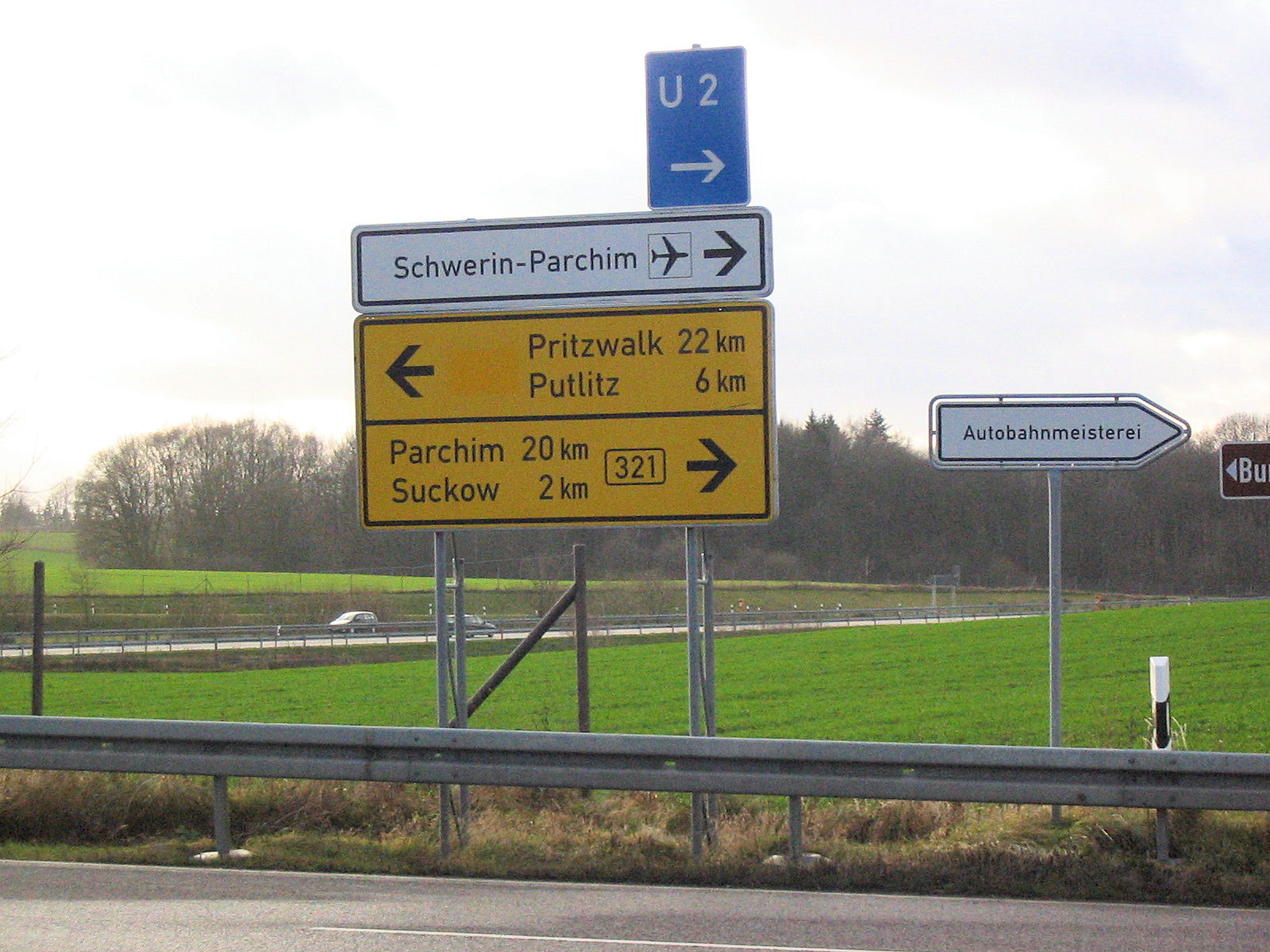
Vägvisare vid västra avfarten från A24 vid Suckow.

Putlitz har genom sitt läge god anslutning till det tyska motorvägsnätet. Staden ligger endast några kilometer söder om motorvägen A24, halvvägs på sträckan mellan Berlin och Hamburg.
Sedan 2007 bedrivs den lokala järnvägslinjen mot Pritzwalk huvudsakligen som skolskjutstrafik. De tidigare regionala linjerna mot Berge och Suckow är sedan 1970-talet helt nedlagda.